# Polycycnis
Polycycnis, viết tắt trong thương mại là Pcn, là một chi Phong lan gồm 7 loài được tìm thấy ở Panama, Costa Rica, Colombia, Guyana, và Peru.

## Hình ảnh

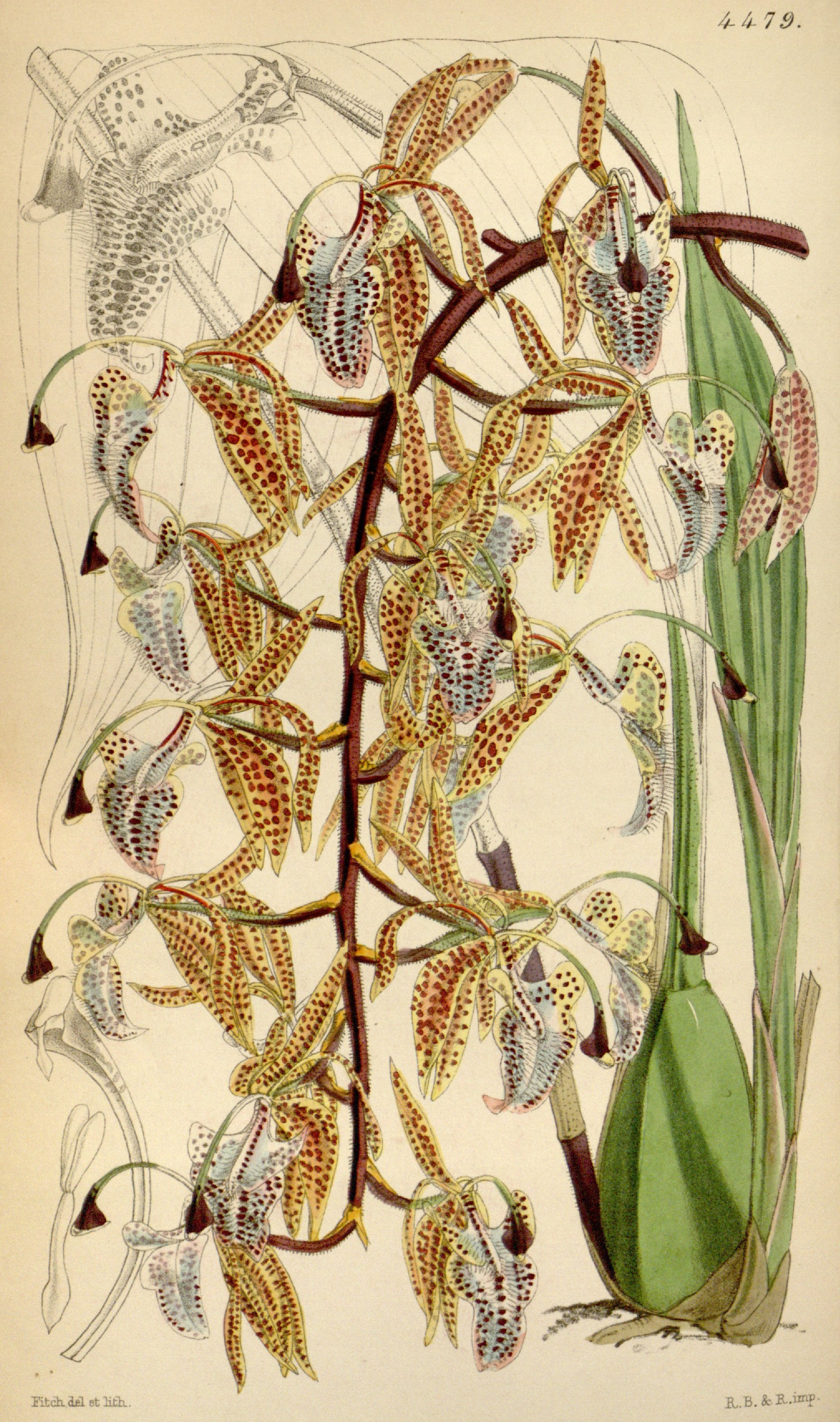
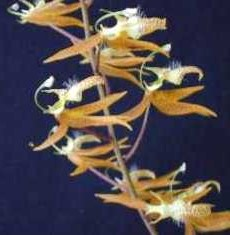

## Các loài
Các loài trong chi này gồm:
- Polycycnis barbata
- Polycycnis breviloba
- Polycycnis charlesworthii
- Polycycnis gratiosa
- Polycycnis lehmannii
- Polycycnis muscifera
- Polycycnis surinamensis